# La preghiera del bimbo
La preghiera del bimbo (in urdu بَچّے کی دُعا‎?, Bacce kī duʿā) è una duʿāʾ (preghiera supererogatoria islamica) sotto forma di poesia composta in urdu da Muḥammad Iqbāl nel 1902 e pubblicata nella raccolta Bāng-i darā (Il richiamo della campana o Il richiamo della carovana).
È popolarmente nota dal suo primo verso come Lab peh ātī hai duʿā (in urdu لَب پِہ آتی ہَے دُعا‎?, "Una preghiera viene alle mie labbra"), orazione quasi universalmente recitata durante le assemblee mattutine nelle scuole del Pakistan, ma talvolta anche nelle scuole di lingua urdu in India.
Tramite questi versi, il poeta esprime il desiderio di connessione con Dio e con la propria patria. Il tema della falena che anela alla luce della candela, simbolo di conoscenza, è caro alla mistica sufi.

## Nella cultura di massa
Fu per lungo tempo intonata presso la scuola The Doon a Dehradun, in India, in un rituale laico dell'assemblea mattutina. L'imam della Jama Masjid di Delhi, Muhibullah Nadwi, recitò l'orazione da bambino in una scuola primaria in lingua inglese in India negli anni '40. Ancor prima, la preghiera fu trasmessa dall'All India Radio, Lucknow, pochi mesi dopo la morte d'Iqbāl nel 1938. La preghiera è stata interpretata anche da un gruppo musicale bluegrass statunitense composto interamente da donne, Della Mae, che ha intrapreso una tournée a Islamabad e Lahore in Pakistan nel 2012.
Nell'ottobre 2019 il preside di una scuola primaria pubblica a Pilibhit, nell'Uttar Pradesh, viene sospeso dalle autorità educative distrettuali a seguito di denunce presentate da due organizzazioni nazionaliste indù (Viśva Hiṁdū Pariṣada e Bajrang Dal) secondo cui la canzone, recitata durante l'assemblea mattutina della scuola, sarebbe una «preghiera da madrasa». Il preside è successivamente reintegrato ma trasferito in un'altra scuola.

## Testo
| Testo urdu                                                              | Romanizzazione ALA-LC                                                                 | Traduzione di Vito Salierno                                                                    |
| ----------------------------------------------------------------------- | ------------------------------------------------------------------------------------- | ---------------------------------------------------------------------------------------------- |
| لَب پِہ آتی ہَے دُعا بَن کے تَمَنّا مِری زِنْدَگی شَمْع کی صُورَت ہو خُدایا مِری‎          | Lab peh ātī hai duʿā ban ke tamannā merī Zindagī shamʿ kī ṣūrat ho K͟hudāyā merī       | Le mie labbra hanno desiderio di preghiera, Che la mia vita sia come la candela, oh Dio!       |
| دُور دُنِیا کا مِرے دَم سے اَنْدھیرا ہو جائے ہَر جَگَہ مِرے چَمَکنے سے اُجالا ہو جائے‎ | Dūr duniyā kā mere dam se andherā ho jāʾe Har jagah mere camakne se ujālā ho jāʾe     | L'oscurità del mondo sparisca dalla mia vita, Possa ogni luogo risplendere della mia luce.     |
| ہو مِرے دَم سے یُوں ہی مِرے وَطَن کی زِینَت جِس طَرَح پُھول سے ہُوتی ہَے چَمَن کی زِینَت‎  | Ho mere dam se yūṉ hī mere vat̤an kī zīnat Jis t̤araḥ phūl se hotī hai caman kī zīnat   | Che la mia patria sia bella come la mia vita, Come la bellezza del giardino con i fiori.       |
| زِنْدَگی ہو مِری پَرْوانے کی صُورَت، یا رَب عِلْم کی شَمْع سے ہو مُجھ کو مُحَبَّت، یا رب‎  | Zindagī ho merī parvāne kī ṣūrat, yā Rab ʿIlm kī shamʿ se ho mujh ko muḥabbat, yā Rab | La mia vita sia bella come la falena, oh Dio! Che io abbia amore per la conoscenza, oh Dio!    |
| ہو مِرا کام غَرِیبوں کی حِمایَت کَرنا دَرْدْ مَنْدوں سے ضَعِیفوں سے مُحَبَّت کَرنا‎        | Ho merā kām g͟harīboṉ kī ḥimāyat karnā Dard mandoṉ se ẓaʿīfoṉ se muḥabbat karnā        | Possa la mia vita essere di sostegno ai poveri, Possa io amare vecchi, derelitti e sofferenti. |
| مِرے اللہ! بُرائی سے بَچانا مُجھ کو نیک جو راہ ہو، اُس رَہ پِہ چَلانا مُجھ کو‎    | Mere Allāh! burāʾī se bacānā mujh ko Nek jo rāh ho, us rah peh calānā mujh ko         | Proteggimi dalle vie del male, o mio Dio! Mostrami il sentiero della retta via, o mio Dio!     |